# 托萊區
8°15′0″N 81°39′36″W / 8.25000°N 81.66000°W
托萊區（西班牙語：Distrito de Tolé），是巴拿馬的一個行政區，位於該國西部，由奇里基省負責管轄，始建於1855年，面積482.3平方公里，2010年人口11,885，人口密度每平方公里24.64人。